# Mamãozinho-de-veado
Jacaratia corumbensis Kuntze é uma espécie de arbusto nativa do Brasil, conhecida popularmente como mamãozinho-de-veado, mamãozinho-do-mato ou chamburú, pertencente à família Caricaceae, a mesma do mamoeiro. O nome da espécie homenageia a cidade de Corumbá, onde foi realizada a coleta utilizada pelo botânico alemão Carl Ernst Otto Kuntze para descrevê-la em 1898. É uma espécie xerófita associada geralmente a solos mesotróficos e afloramentos calcários, ocorrendo também em solos arenosos. No Brasil, é encontrada por praticamente toda a extensão da Caatinga e na região do Pantanal é encontrada principalmente nas morrarias calcárias ao redor das cidades de Corumbá e Ladário. A espécie também ocorre no Chaco no Paraguai, Bolívia e norte da Argentina.

## Características
O mamãozinho-de-veado é um arbusto que pode alcançar até 3 metros. É uma espécie dioica e decídua. Suas folhas são compostas, geralmente trifolioladas, podendo ter até 5 folíolos. Possui inflorescências masculinas plurifloras e inflorescências femininas geralmente unifloras, podendo apresentar até 3 flores. Suas flores são verdes e brancas e seus frutos são alongados e de cor alaranjada quando maduros com 5 listras que variam de cor de acordo com o estágio de maturação, podendo ser de amareladas a cor de rosa. Seus frutos são muito apreciados pela fauna, principalmente pelo veado-catingueiro, fato esse que dá origem a um de seus nomes populares. Essa planta possui uma estrutura subterrânea de armazenamento de água que excede em muitas vezes sua biomassa aérea, chegando a pesar 330 kg.

## Usos
Sua estrutura subterrânea, chamada popularmente de "batata" é utilizada na fabricação de doces e outros produtos.  No Nordeste brasileiro, essa  "batata" também é utilizada por produtores rurais na alimentação de caprinos, ovinos, bovinos e galinhas no período de seca. No Chaco paraguaio há registro do consumo das raízes dessa planta por povos nativos locais e soldados em expedições como alternativa ao consumo de água em épocas de seca extrema.